# Éparchie Saint-Maron de Brooklyn des Maronites
L'éparchie Saint-Maron de Brooklyn (en latin : eparchia Sancti Maronis Bruklyniensis Maronitarum ; en anglais : eparchy of Saint Maron of Brooklyn) est une église particulière de l'Église catholique aux États-Unis. Exempte, l'éparchie relève immédiatement du Saint-Siège. Depuis 2004, son éparque est Gregory John Mansour (en).

## Histoire
Par la constitution apostolique Cum supremi du 10 janvier 1966, le pape Paul VI érige l'exarchat apostolique des États-Unis pour les fidèles de rite maronite (en latin : exarchatus apostolicus pro fidelibus antiocheni maronitarum). Le siège de l'exarchat est à Detroit. Il couvre les cinquante états des États-Unis ainsi que le district de Columbia.
Par la constitution apostolique Quae spes du 29 novembre 1971, Paul VI élève l'exarchat au rang d'éparchie sous le nom d'éparchie Saint-Maron de Detroit.
Par un décret du 27 juin 1977, le Congrégation pour les Églises orientales transfère le siège de l'éparchie de Detroit à Brooklyn et confère à l'éparchie son nom actuel.
Par la constitution apostolique Omnium Catholicorum du 19 février 1994, le pape Jean-Paul II érige l'éparchie Notre-Dame du Liban de Los Angeles pour trente-quatre états des États-Unis réduisant la juridiction de l'éparchie Saint-Maron de Brooklyn aux états de la côte Est.

## Ordinaires

### Exarque apostolique
- 27 janvier 1966-29 novembre 1971 : Francis Zayek (en) (Francis Mansour Zayek), exarque apostolique des États-Unis d'Amérique pour les fidèles de rite (maronite).

### Éparques
- 29 novembre 1971-11 novembre 1996 : Francis Zayek (Francis Mansour Zayek), promu éparque de Saint-Maron de Détroit (de rite maronite), puis éparque de Saint-Maron de Brooklyn (de rite maronite) (27 juin 1977).
- 11 novembre 1996-10 janvier 2004 : Stephen Doueihi (Stephen Hector Youssef Doueihi)
- depuis le 10 janvier 2004 : Grégory Mansour (en) (Grégory John Mansour)

## Territoire
L'éparchie Saint-Maron de Brooklyn couvre seize états de l'Est des États-Unis — la Caroline du Nord, la Caroline du Sud, le Connecticut, le Delaware, la Floride, la Géorgie, le Maine, le Maryland, le Massachusetts, le New Hampshire, le New Jersey, l'État de New York, la Pennsylvanie, le Rhode Island, le Vermont et la Virginie — ainsi que le district de Columbia.
Elle confine, au nord, avec l'éparchie Saint-Maron de Montréal, qui couvre le Canada, et, à l'ouest, avec l'éparchie Notre-Dame du Liban de Los Angeles, qui couvre les trente-quatre autres États des États-Unis.

## Cathédrales

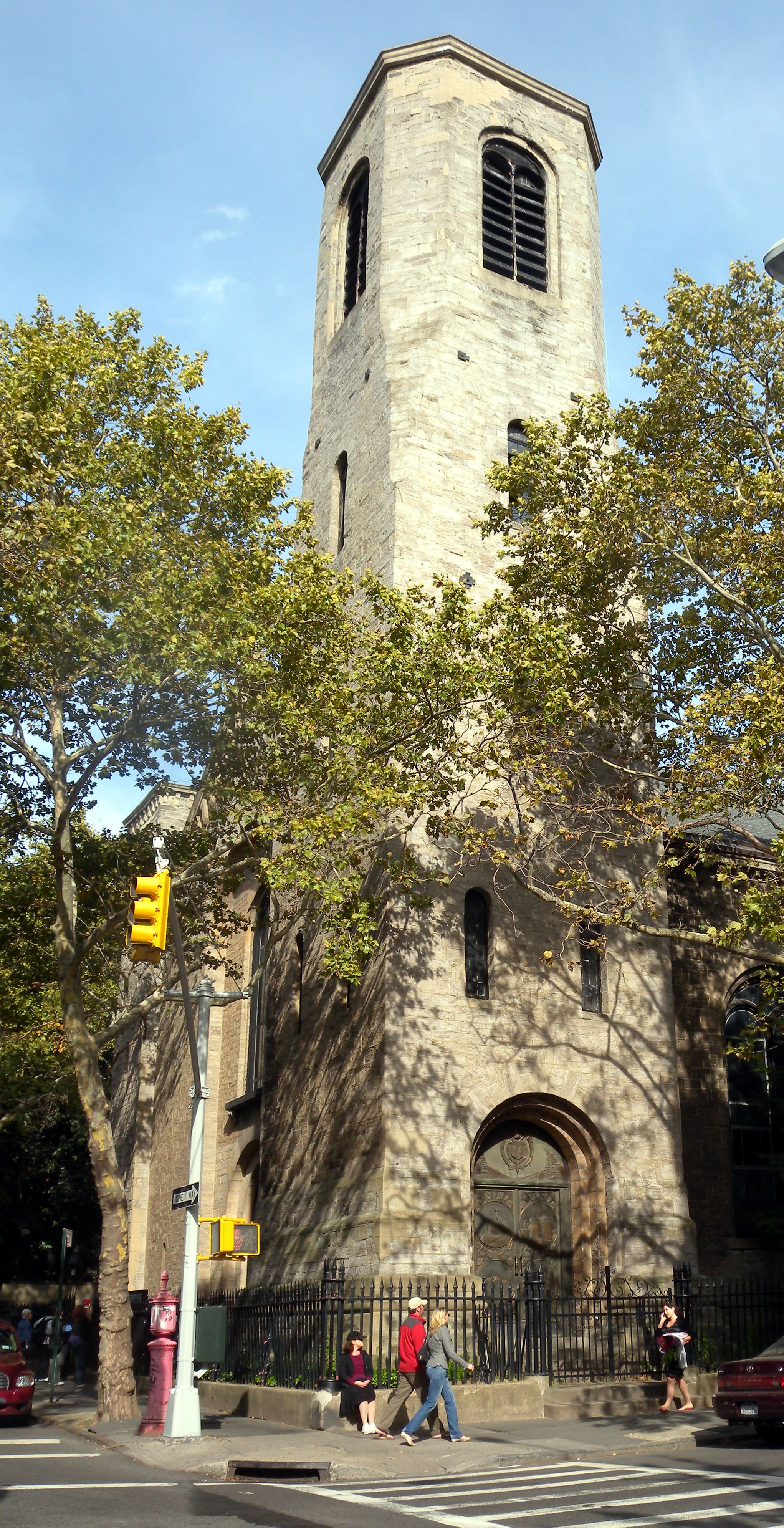
Vue vers le nord-est du clocher de la cathédrale maronite Notre-Dame du Liban par un après-midi ensoleillé.

La cathédrale Notre-Dame du Liban (en anglais : Our Lady of Lebanon maronite cathedral) de Brooklyn, dédiée à sainte Marie, est l'église cathédrale de l'éparchie.
L'église Saint-Maron (en anglais : Saint Maron maronite church) de Detroit, dédiée à saint Maron, est l'ancienne église cathédrale de l'éparchie.

## Paroisses
L'éparchie Saint-Maron de Brooklyn compte les paroisses suivantes :
| Paroisse       | État             | Référence |
| -------------- | ---------------- | --------- |
| Danbury        | Connecticut      | [ 7 ]     |
| Waterbury      | Connecticut      | —         |
| Torrington     | Connecticut      | —         |
| Washington     | Washington D.C.  | [ 8 ]     |
| Miami          | Floride          | [ 9 ]     |
| Orlando        | Floride          | [ 10 ]    |
| Jacksonville   | Floride          | —         |
| Ft. Lauderdale | Floride          | [ 11 ]    |
| Atlanta        | Géorgie          | [ 12 ]    |
| Waterville     | Maine            | [ 13 ]    |
| Brockton       | Massachusetts    | —         |
| Fall River     | Massachusetts    | [ 14 ]    |
| Jamaica Plain  | Massachusetts    | [ 15 ]    |
| Lawrence       | Massachusetts    | [ 16 ]    |
| New Bedford    | Massachusetts    | [ 17 ]    |
| Springfield    | Massachusetts    | [ 18 ]    |
| Worcester      | Massachusetts    | —         |
| Dover          | New Hampshire    | —         |
| Somerset       | New Jersey       | —         |
| Pleasantville  | New Jersey       | —         |
| Brooklyn       | New York         | —         |
| Olean          | New York         | —         |
| Watervliet     | New York         | [ 19 ]    |
| Utica          | New York         | —         |
| Williamsville  | New York         | [ 20 ]    |
| Fayetteville   | Caroline du Nord | [ 21 ]    |
| Easton         | Pennsylvanie     | [ 22 ]    |
| Carnegie       | Pennsylvanie     | [ 23 ]    |
| Darlington     | Pennsylvanie     | —         |
| Scranton       | Pennsylvanie     | [ 24 ]    |
| New Castle     | Pennsylvanie     | [ 25 ]    |
| Uniontown      | Pennsylvanie     | [ 26 ]    |
| Wilkes-Barre   | Pennsylvanie     | [ 27 ]    |
| Philadelphie   | Pennsylvanie     | [ 28 ]    |
| Newtown Square | Pennsylvanie     | —         |
| Lincoln        | Rhode Island     | —         |
| Glen Allen     | Virginie         | [ 29 ]    |
| Roanoke        | Virginie         | [ 30 ]    |